# Manoir d'Andigny
Le manoir d'Andigny, est un manoir situé à Saint-Étienne-de-Chigny (Indre-et-Loire). Il était sous l'ancien régime, localisé dans la paroisse de Cinq-Mars.

Famille de Menou : De gueules à la bande d'or.

La terre est vendu par Jean de Menou, Sr de Boussay à la Famille d'Angrie qui devient par la suite la famille d'Andigné. Néanmoins, la Terre d'Andigni fait toujours partie de la Seigneurie du Boussay, malgré les tentatives d'émancipation.

## Architecture
Divers éléments du manoir sont inscrits au titre des monuments historiques en 1992.

## Histoire
Les propriétaires d'Andigny avait droit de banc seigneurial dans l'église Saint-Étienne.

Liste des seigneurs d'Andigny :

### Famille d'Andigné

Famille d'Andigné : D'argent à trois aigles de gueules, becquées et membrées d'azur.

- 1121, Claude d'Angrie
- 1230, Mathieu d'Angrie
- 1300, Geoffroy d'Andigné
- vers 1350, Guillaume d'Andigné
- 1367, Jacquelin d'Andigné
- ????-5 décembre 1390, Geoffroy d'Andigné
- 1420, Lancelot d'Andigné

### Famille Binet

Famille Binet : De gueules au chef d'or, chargé de trois croisettes recroisettées au pied fiché d'azur.

- 1454, Jacques Binet, chevalier, seigneur de Valmer, d'Andigny, des Tourelles et de la Guinière, gouverneur du château de Tours. Il épouse Marie Poncher.
- 1500, Martin Binet
- 1507, Jean Binet, chevalier,
- 1520, co-seigneur : Jean Fleury
- vers 1530, Macé Binet
- 1533, Jean Binet
- 1535, Jacques Binet
- 1555, Jean Binet

Le 25 avril 1534, René de Menou, obtient un jugement en sa faveur établissant définitivement que la Terre d'Andigni relevait de la seigneurie de Boussay.

### Famille de L'Aubespine

Famille de l'Aubespine :D'azur, au sautoir alésé d'or, cantonné de quatre billettes du même.

- 1532, Claude de l'Aubespine, baron de Châteauneuf, diplomate, secrétaire d'État sous François Ier, Henri II, François II et Charles IX, maire de Tours (1557-1558).

### Liens
- Ressource relative à l'architecture :   - Mérimée